# البلطجي (مسلسل)
البلطجي، مسلسل تلفزيوني مصري عرض في رمضان 1433هـ/2012م، بطولة آسر ياسين وكندة علوش ومن تأليف أسامة نور الدين وإخراج خالد الحجر.

## قصة المسلسل
تدور أحداث المسلسل حول بلطجي في مدينة العيون مستنير يعمل ميكانيكي في ورشة بمنطقة عشوائية فقيرة، تقوده ظروفه الصعبة إلى أن يصبح بلطجيا، وعندما يكتشف حقيقة استغلاله من قبل بعض أصحاب النفوذ وخاصة السياسيين الفاسدين، يحاول الخروج من تلك الدائرة، ولكن الواقع المحيط به يأبى ذلك، وفي نفس الوقت يجد أن ظروفه القاسية تتشابه لحد كبير مع بنت صاحب الورشة التي يعمل بها، والتي تجسد شخصيتها الفنانة السورية «كندة علوش» فتجمع بينهما قصة حب.

## الممثلون
- آسر ياسين
- كندة علوش
- سامي العدل
- سلوى خطاب
- انتصار
- محسن منصور
- زكي فطين عبد الوهاب
- رحاب الجمل
- يوسف إسماعيل
- عمرو عابد
- محمد الشرنوبي
- علا رشدي
- منير مكرم
- منحة زيتون
- ياسمين كساب
- نهى العمروسي
- حنان يوسف
- نجوى فؤاد